# Nick Rutherford
Nicholas Rutherford (nacido el 7 de agosto de 1985) es un actor, comediante, escritor y cofundador estadounidense del grupo de comedia Good Neighbor. Ha actuado en vivo y comedia de sketches en Los Ángeles y Nueva York. Fue escritor de Saturday Night Live.

## Primeros años
Rutherford es originario de Thousand Oaks, California. Asistió a la universidad en la Universidad del Sur de California. Allí, realizó improvisación y sketches de comedia con el grupo colegiado Commedus Interruptus. Fue contratado para escribir para SNL hasta que fue despedido abruptamente después de solo una temporada.

## Carrera

### Good Neighbor
En 2007, Rutherford se unió a Kyle Mooney, Beck Bennett y Dave McCary para formar el grupo de comedia Good Neighbor. Algunos de sus videos incluyen "My Mom's a MILF", "Is My Roommate Gay?", "Outrageous Fun", "420 Disaster, "This is How We Trip", "Toast" y "Unbelievable Dinner", un sketch basado en la película Hook.

### Talking Marage with Ryan Bailey
El 30 de abril de 2014, Nick fue invitado en la serie web de Ryan Bailey Talking Marriage with Ryan Bailey.
Rutherford trabaja para Fox como actor de doblaje y escritor de la serie animada Golan the Insatiable, para la cual escribió el cuarto episodio de la temporada de 2015, "Shell Raiser".

### Dream Corp, LLC
Nick interpreta al "Paciente 88" en la serie Dream Corp, LLC de Adult Swim.